# شهرستان چایپاره
شهرستان چایپاره یکی از شهرستان‌های استان آذربایجان غربی که مرکز آن شهر قره ضیاالدین است. این شهر دارای آثار تاریخی زیادی است که می‌توان به قرمزی مسجد چورس که واقع در روستای چورس و در شهرستان چایپاره است اشاره کرد و همچنین حمام تاریخی چایپاره واقع در محله بیگ جوان در شمال غربی شهر است اشاره کرد و می‌توان به قلعه اوراتوری بسطام واقع در روستای بسطام که برای این شهرستان است اشاره کرد. و مردم این شهرستان به زبان ترکی آذربایجانی تکلم میکنند.

## جغرافیا
شهرستان چایپاره با مساحتی حدود ۱۰۶۳ کیلومتر مربع در شمال شرقی شهرستان خوی و یکی از شهرستان‌های شمال غربی استان می‌باشد، شهرستان چایپاره از سمت شمال با شهرستان شوط از سمت غرب با چالدران از سمت جنوب با بخش ایواوغلی و از سمت شرق با شهرستان پلدشت و شهرستان مرند همسایه است که ۲۶۷۶۷ نفر جمعیت شهری و ۲۰۵۲۵ نفر جمعیت روستایی را در خود جای داده‌است.
و بر اساس تقسیمات کشوری شهرستان چایپاره دارای دو بخش به نام‌های مرکزی و حاجیلار و دو دهستان به نام‌های چورس و بسطام است.
بخش حاجیلار با وسعتی در حدود ۳۱۳ کیلومتر مربع دارای ۲۶ روستا و جمعیتی معادل ۹۱۹۸ نفر می‌باشد و دهستان‌های بسطام و چورس در بخش مرکزی به ترتیب با وسعت‌های ۳۹۳ و ۲۱۸ کیلومتر مربع دارای ۳۲ و ۱۸ روستا و ۶۹۰۰ و ۵۷۰۰ نفر جمعیت روستائی می‌باشند.
مرکز بخش حاجیلار شهری به نام حاجیلار است که جمعیتی حدود ۱۵۰۰ نفر را در خود جای داده‌است. در واقع زمان حرکت با ماشین از این شهرستان به خوی ۳۰ دقیقه به شهر تبریز دو تا دو و سی دقیقه و به شهر ارومیه سه ساعت است این شهر مسافت نه چندان دوری با بازرگان و مرز ایران وترکیه دارد و با ماشین می‌شود بین ۳۰ تا ۴۰ دقیقه به شهر ماکو رسید. همچنین با طی کردن مسافت ۴۵ دقیقه نیز به رود ارس و مرز ۳ گانهٔ ایران و نخجوان یا همان آذربایجان و ارمنستان رسید.
وضعیت توپوگرافی شهرستان با دشت‌های مختلف وسیع و کوهستانی و کوهپایه می‌باشد، که وضعیت زمین‌های زیر کشت از نوع خاک‌های تحت پوشش رسی شنی – شنی رسی – رسی – لومی بوده که در سطح شهرستان به مقدار ۲۰۴۰۰ هکتار بوده که ۸۳۰۰ هکتار آن آبی و ۱۲۱۰۰ هکتار آن دیمی می‌باشند که با تکمیل سد آغ چای حدود ۴۵۰۰ هکتار تبدیل به آبی از دشت قره ضیالدین را پوشش می‌دهد و مابقی دیمی روستائی می‌باشند که آب استحصالی ان در حال ار منابع سطحی ۱۸۰۰ لیتر در ثانیه، از منابع زیر زمینی ۲۲۰۰ لیتر در ثانیه (مجموعاً در حال ۴۰۰۰ لیتر در ثانیه) می‌باشد که عمده محصولات شامل غلات، چغندر قند، یونجه، آفتابگردان، کدوی آجیلی، و حبوبات و توتون می‌باشد که قبلاً از نظر کشت توتون یکی از مناطق ده‌گانه کشت توتون در کشور بوده‌است.

## آب و هوا
آب و هوای این شهرستان در چهار فصل معتدل برای هر گونه کشاورزی و دامداری با استعداد بالقوه شهرستان را پذیرا است.
میزان آب‌های سطحی ورود به شهرستان چایپاره از رودخانهٔ آغ چای به‌طور متوسط سالانه ۲۱۲ میلیون متر مکعب بوده که ۱۲ میلیون متر مکعب از این مقدار فوق در جهت استفادهٔ کشاورزان در طول سال در نهرها و بندها مورد استفاده قرار می‌گیرد و مابقی آن در حدود ۲۰۰ میلیون متر مکعب از منطقه بدون استفاده گذر می‌کند؛ و ضمناً در مواقع سیلابی بارندگی‌ها حدود ۱۰ مسیل (\خانگاه-تاج‌خاتون – یتیم آغلی – علی‌آباد – سلوکلو – سالطه – حمزیان – دوه آغلی – دره حراملو – ایلانلی دوزی) زیر سد و در بالا دست و جهت‌های مختلف شهر را فرا می‌گیرند و به ذخیرهٔ پشت سد اغ چای تبدیل می‌شوند.

## مراسم
یکی از رسم و رسوم مردم این شهرستان مراسم عزاداری حسینی و ماه محرم است که گروه‌های زیادی از اول ماه محرم تا عاشورا و تاسوعا در محله‌های مختلف این شهرستان به عزاداری می‌پردازند و می‌توان به (هیئت اعظم محله حسن آباد) هیئت شاه‌حسین‌گویان شهرستان چایپاره و هیئت عزاداران علی‌اصغر و هیئت حضرت زینب و هیئت امام سجاد اشاره کرد و همچنین در اوایل ماه محرم مراسمی طبق اعتقادات مردم که به مراسم تشت‌گذاری معروف است انجام می‌شود.